# 花序梗
花序梗或总花梗（英語：peduncle）是支持花序或单生花的一段柄。许多草本植物的花序梗俗称莛（有时亦作葶），但这些花序梗不能一概称为花莛，比如蒜莛、香莛（即韭薹）是花莛，但麦莛、稻莛、油菜莛不是花莛，因为花莛是一个植物学概念，仅指从地表抽出的花序梗或总花梗。
花序梗以上长有花的部位称为花序轴（英語：rachis/rhachis）。伞形花序和头状花序的花序轴缩短为花序托（英語：receptacle）。花与花序轴或花序托之间直接相连或通过花梗连结。
单生花的总花梗（如某些葫芦科植物）和某些花序的花序梗（如菊科植物）俗称蒂。两朵花或花序共生于一蒂称为并蒂花。并蒂花有两种情况：一种是花序本身包含两朵对生的无梗花，如忍冬；一种是花或花序本身为单生，但由于某种因素，花或花序的分生组织一分为二，这种并蒂花十分罕见，如并蒂莲、并蒂菊。

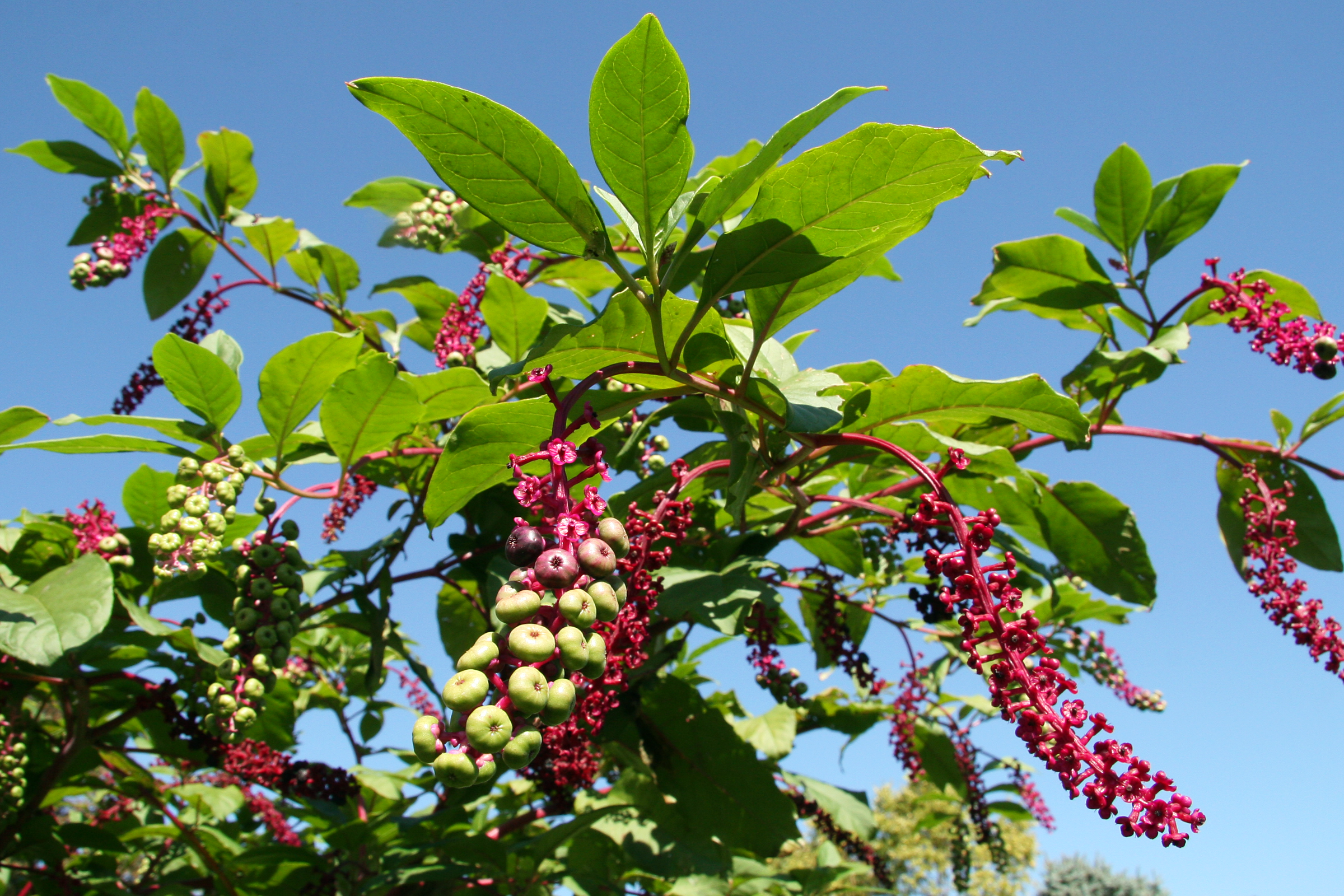
垂序商陆的总状花序与茎相连而无花的一段柄为花序梗，长有许多小花的部分为花序轴，花序轴与花之间有花梗相连。
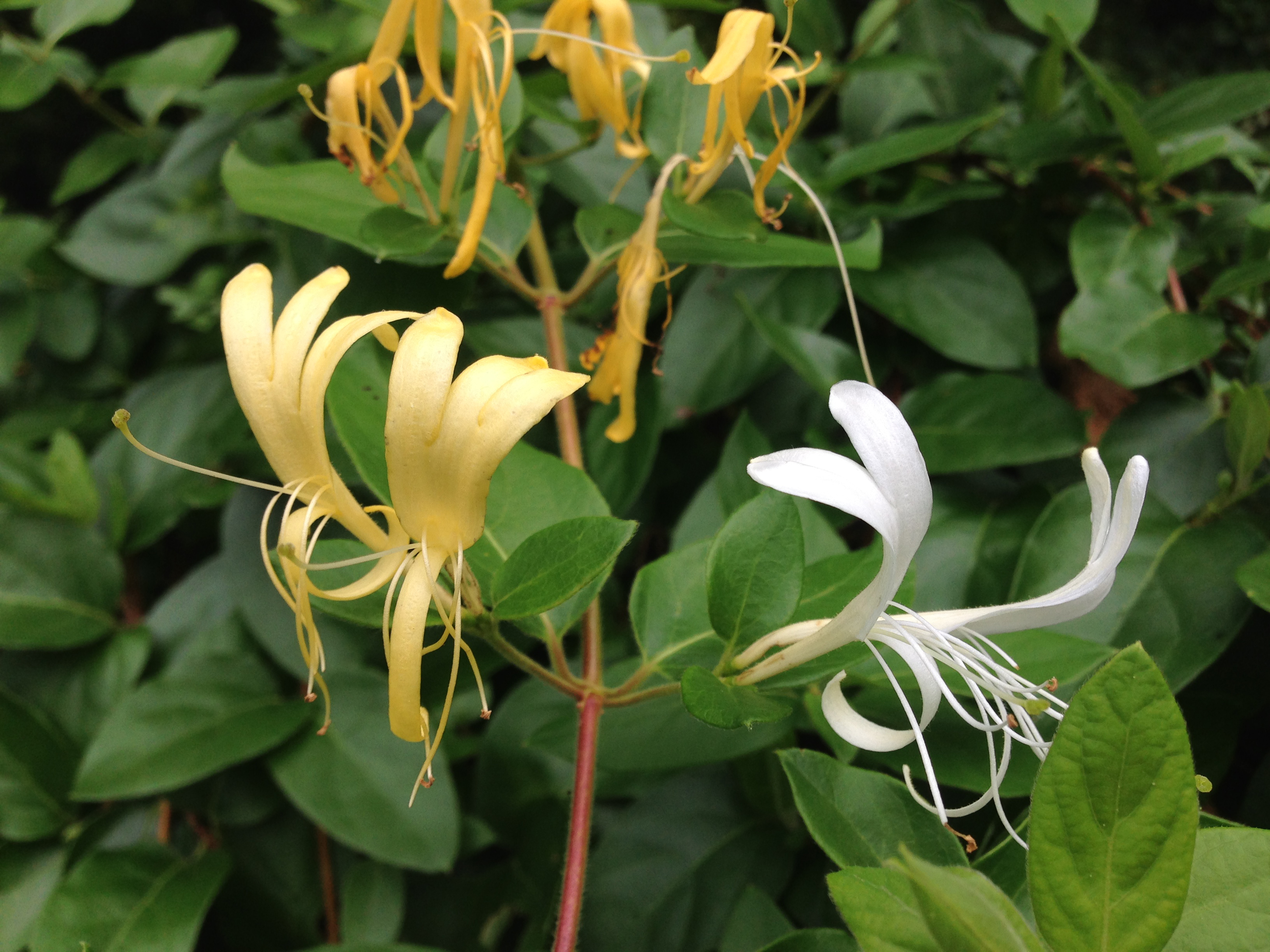
忍冬的两枚叶状苞片以下为花序梗，无花梗。
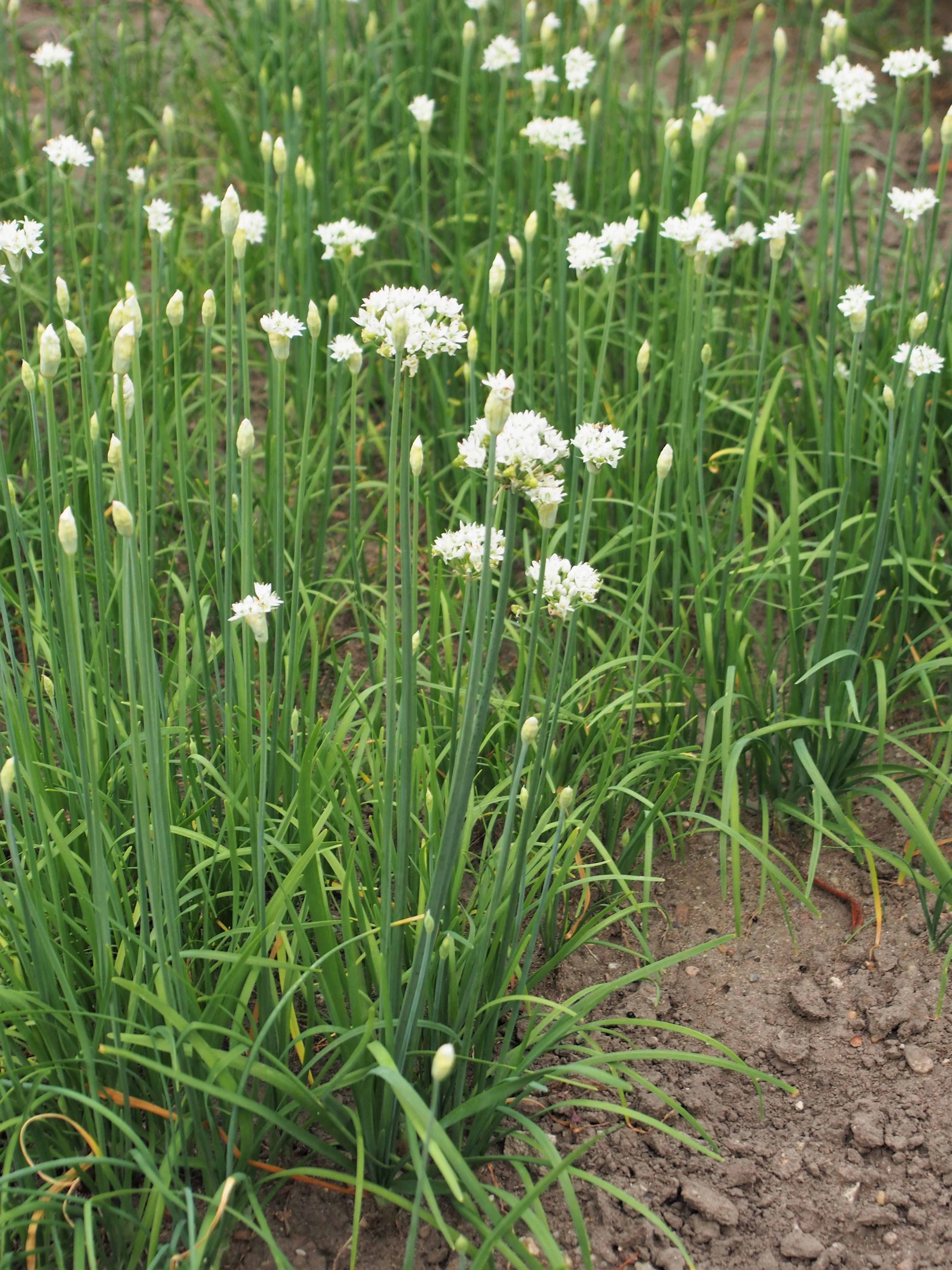
韭的伞形花序单生于花莛（香莛、韭薹）之上。
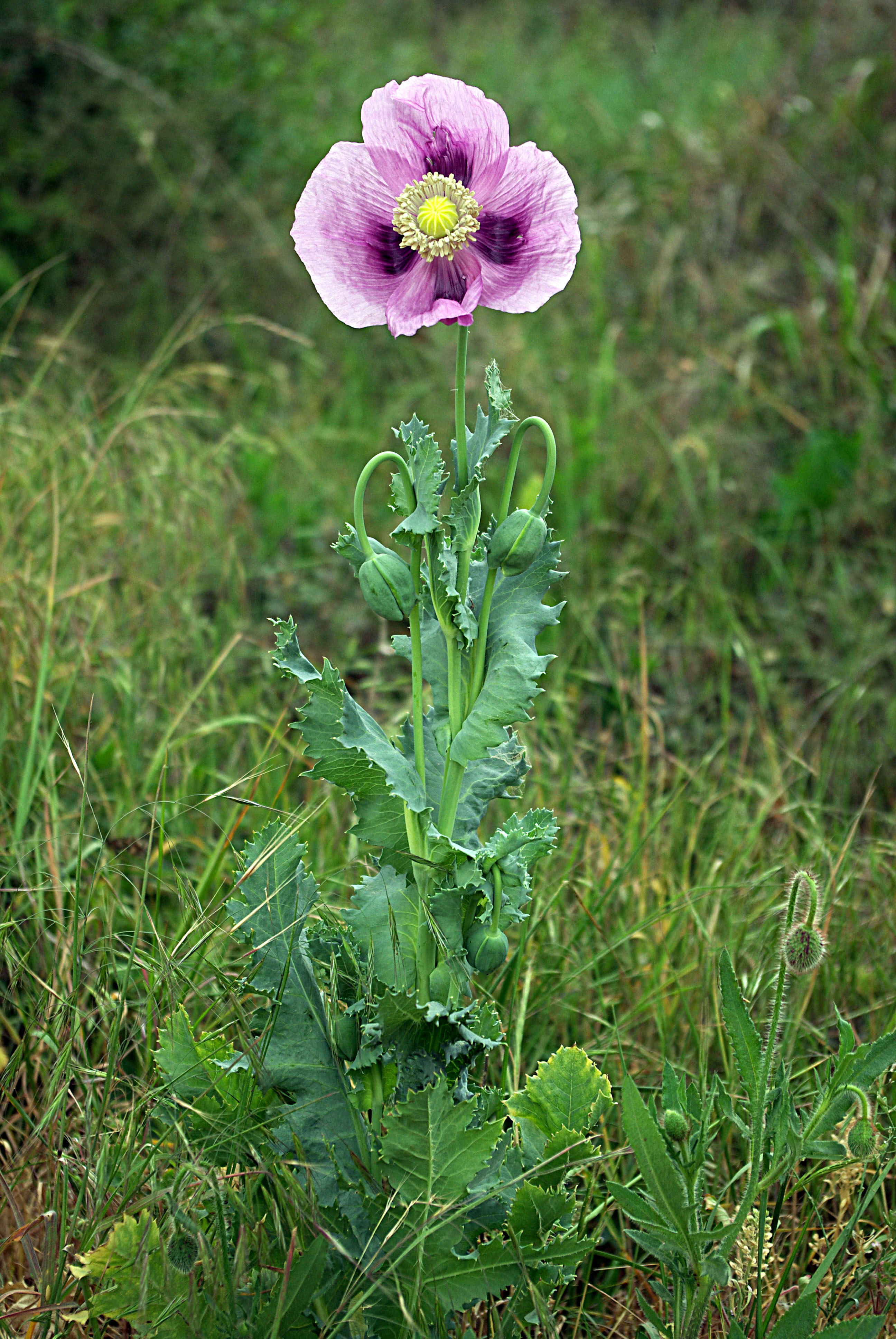
罂粟的花单生于总花梗之上。
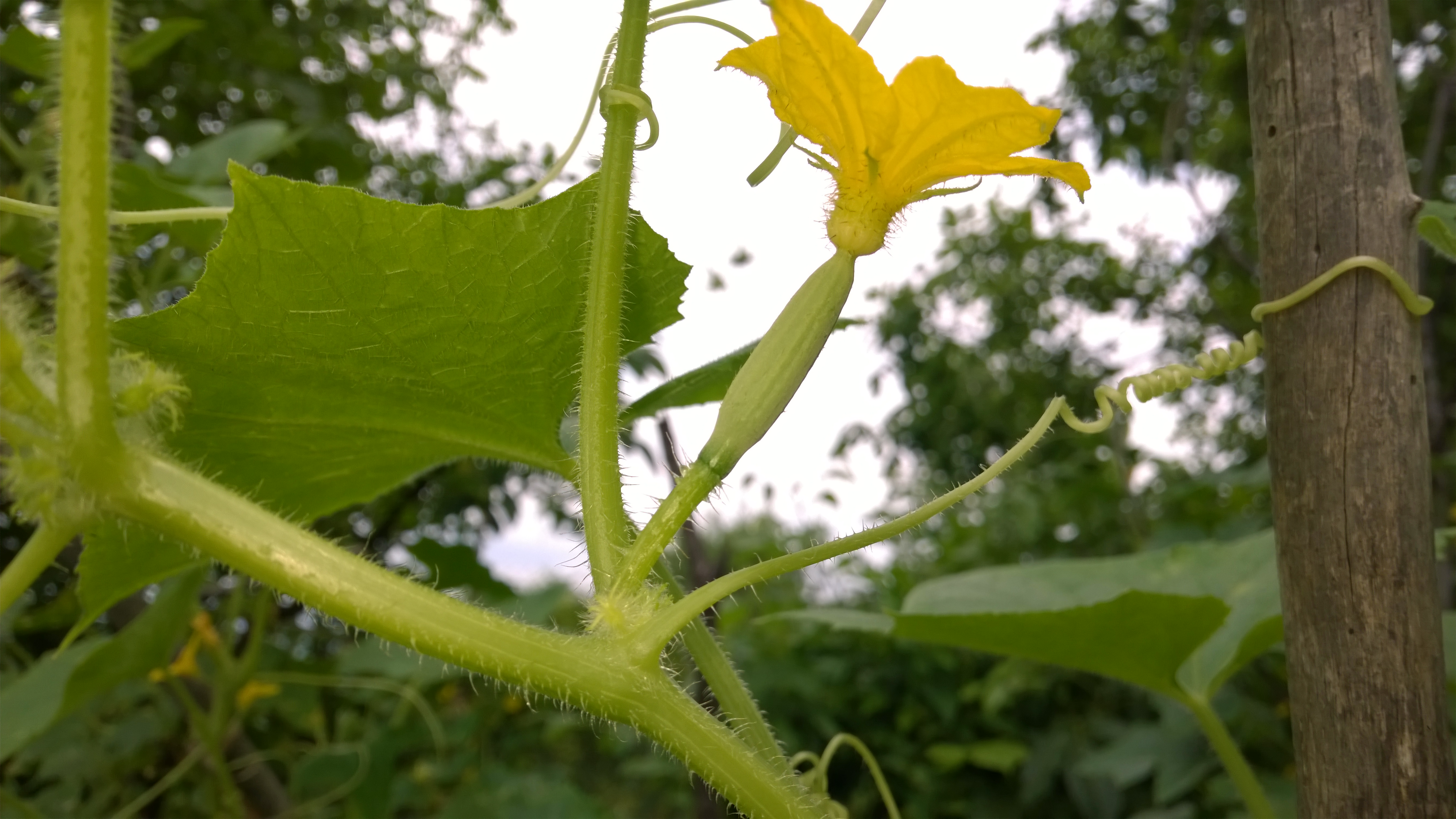
黄瓜的雌花单生于总花梗（瓜蒂）之上。
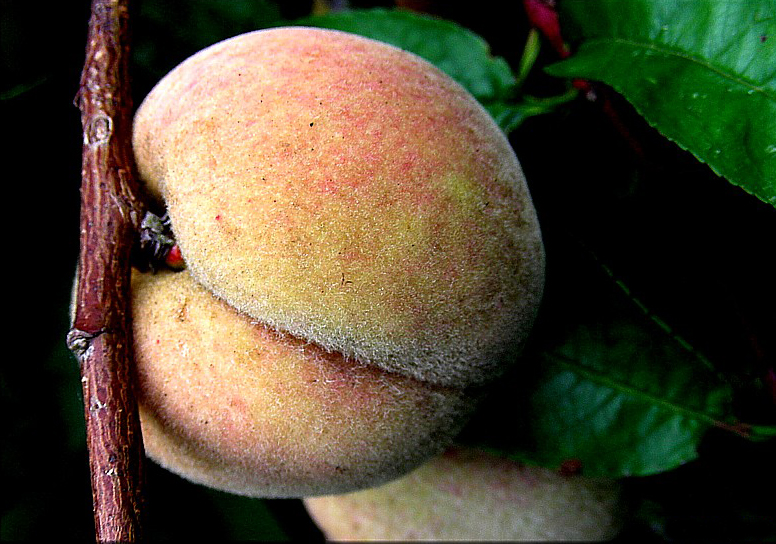
桃子单生于极短的总花梗（果梗）之上。
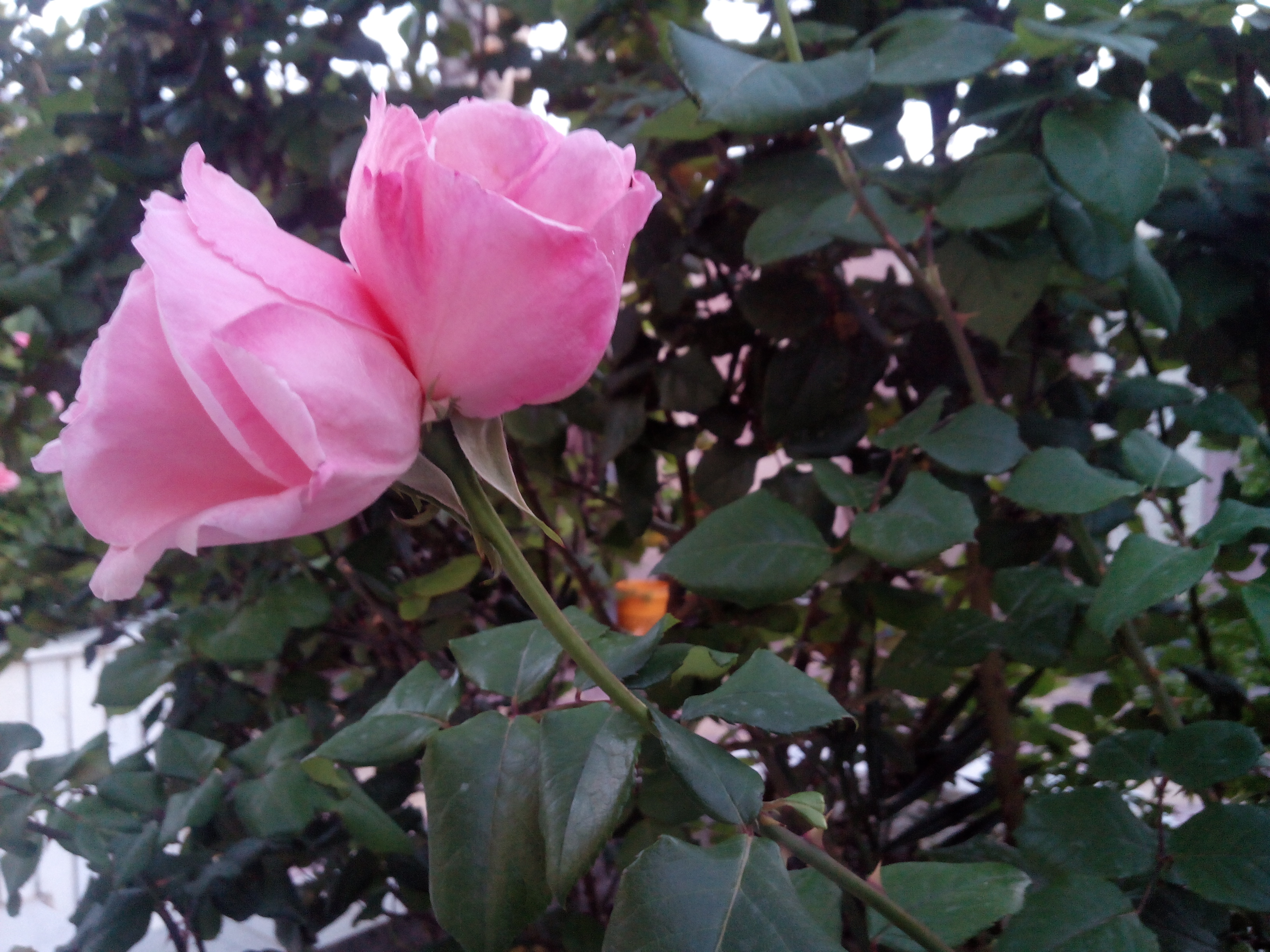
并蒂月季，两朵花并生于同一总花梗。
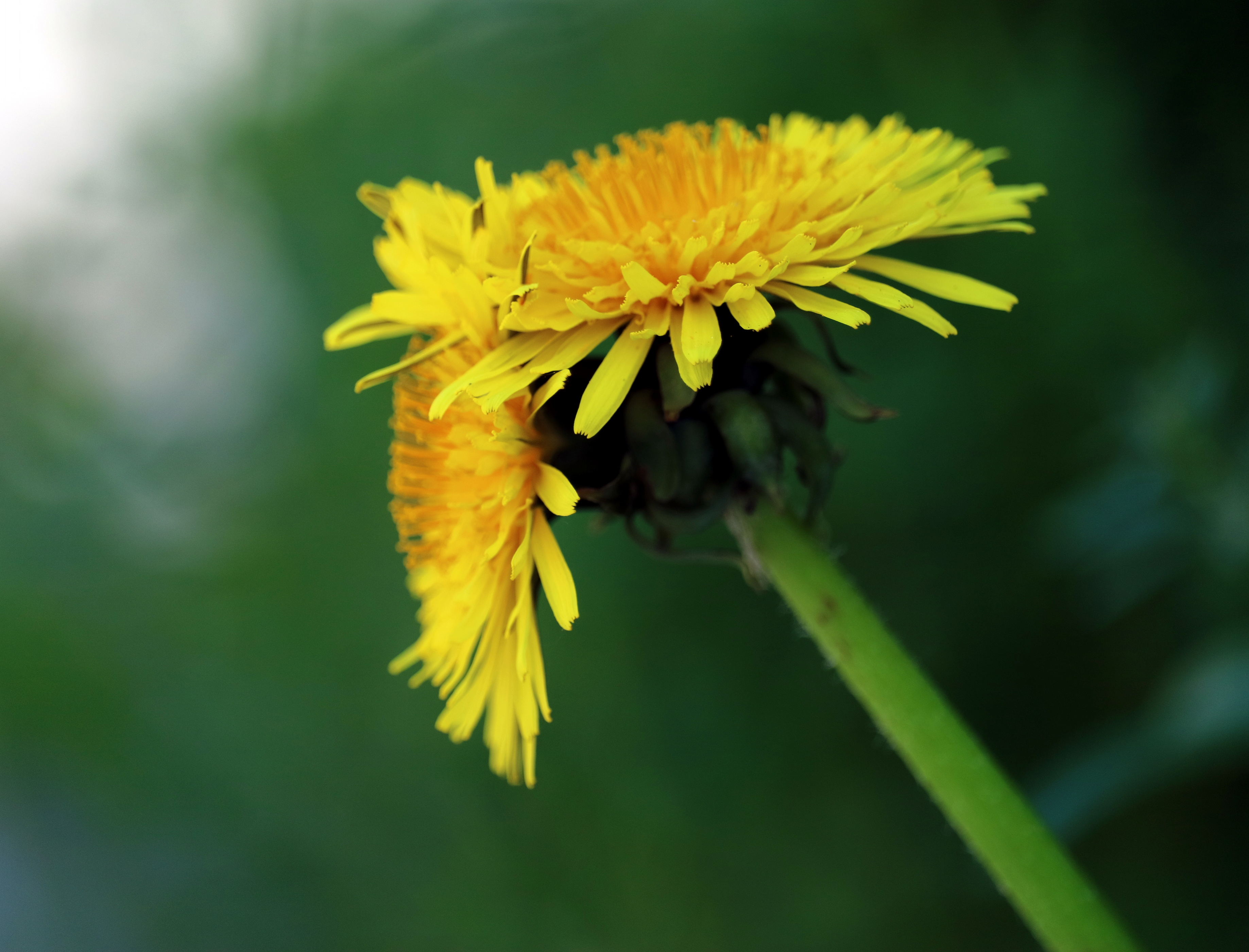
并蒂蒲公英，两个头状花序并生于同一花序梗。

有些植物的单生花的花管（被丝托或花被筒）特别细长，容易被误认为是总花梗，如番红花、昙花、大果月见草。

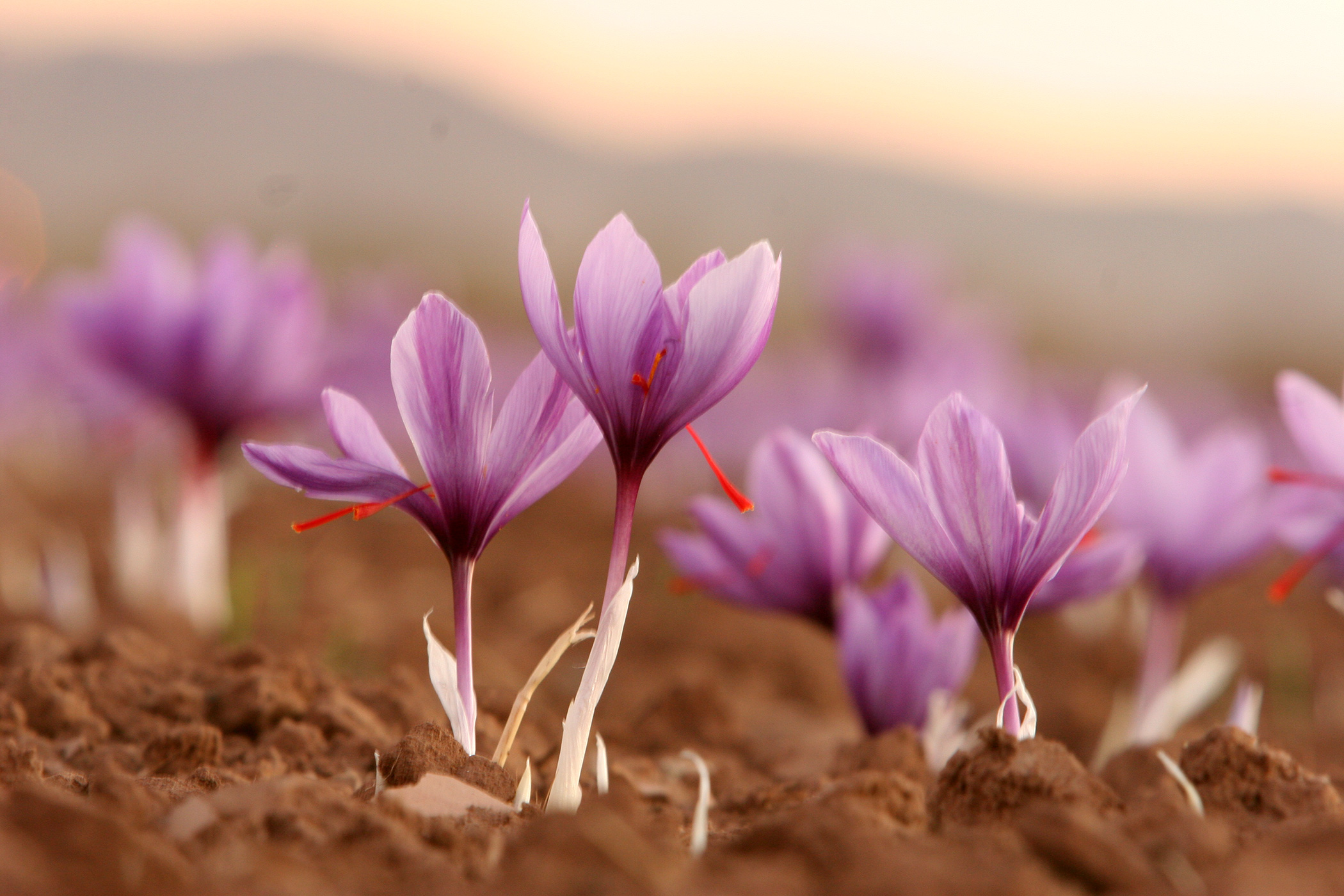
番红花的总花梗很短且藏于地下，地上的细长部分其实是花被筒。
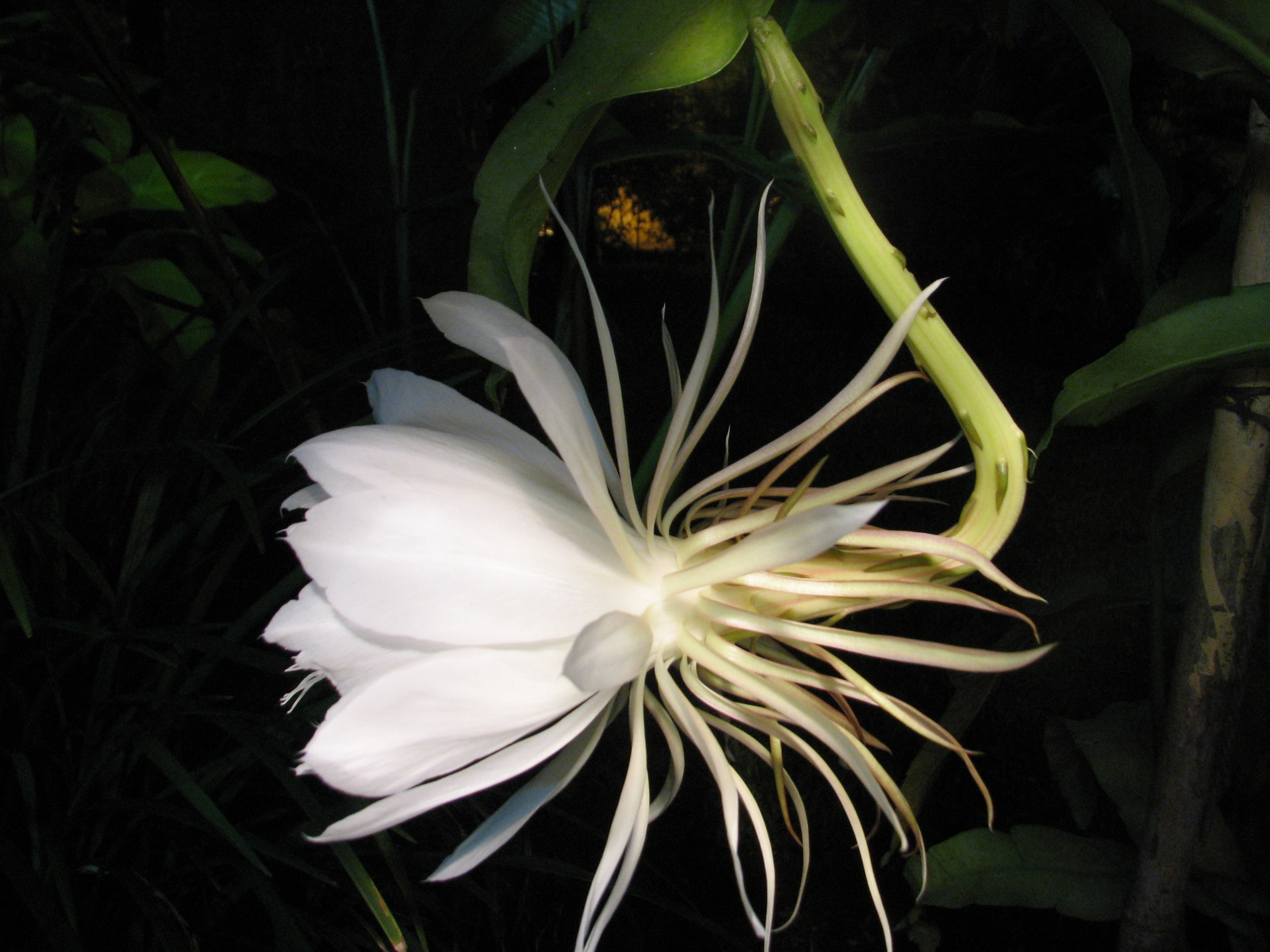
昙花的单生花无梗，看似总花梗的部分其实是细长的被丝托。
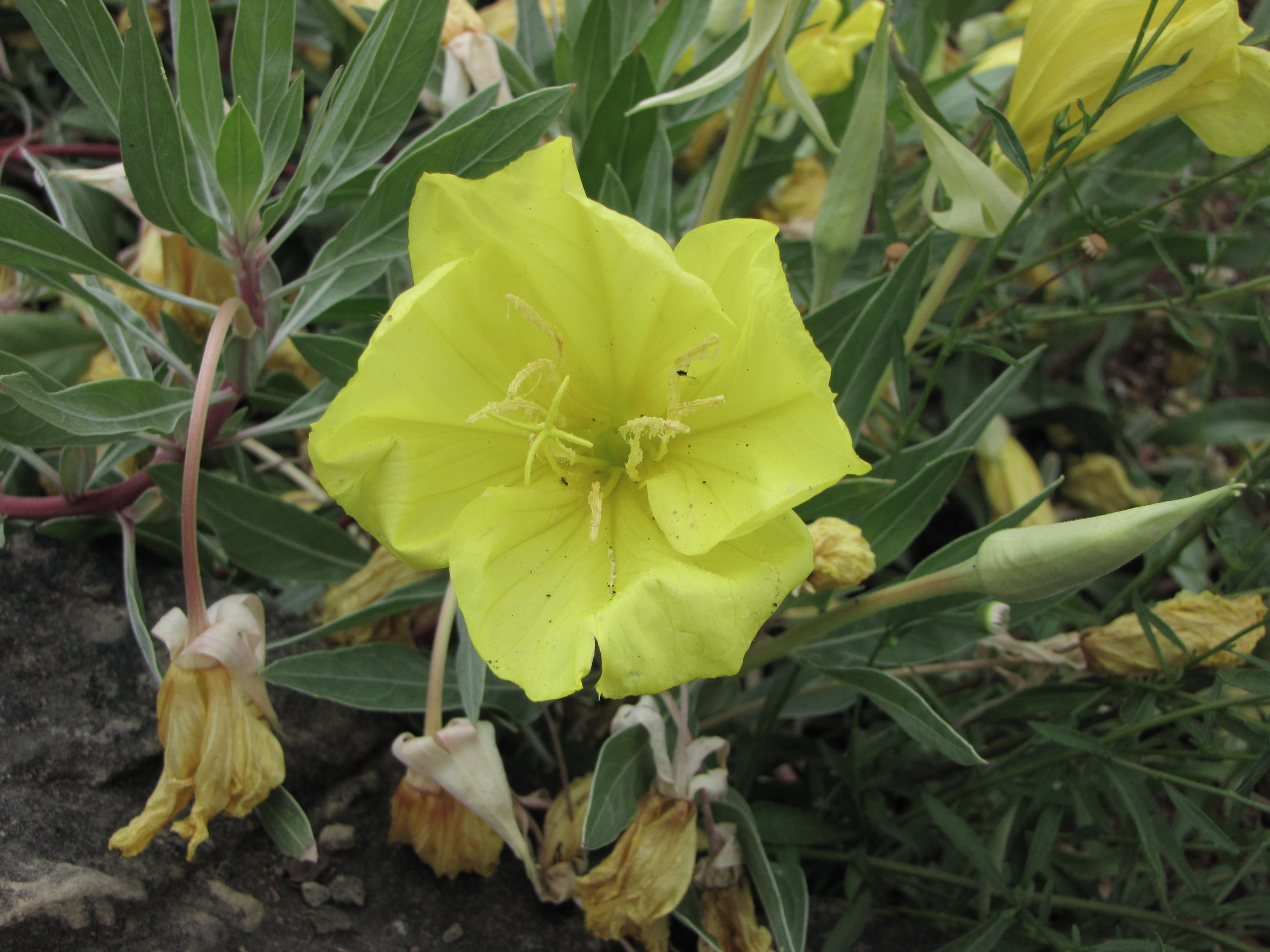
大果月见草的单生花无梗，看似总花梗的部分其实是细长的被丝托。

## 参阅
- 花梗
- 花莛